# Ver sacrum (Antike)
Das ver sacrum (lateinisch ‚heiliger Frühling‘) war antiken Schriftstellern zufolge ein Brauch bei den antiken Italikern, bei dem eine Gruppe Jugendlicher, theoretisch ein gesamter Jahrgang aus dem Stammesverband ausgestoßen oder auch nur ausgesandt wurde, um neues Land für ihren eigenen Unterhalt zu erobern und so eine neue Siedlung zu gründen.
Verschiedene römische und griechische Schriftsteller haben den Brauch verschiedentlich überliefert, aber immer den rituellen Charakter als Opfer an eine bestimmte Gottheit hervorgehoben, wobei allerdings nicht eindeutig wird, ob nur junge Männer oder Jugendliche beiderlei Geschlechts betroffen waren. Strabon erzählt, dass die Sabiner als Dankopfer nach einem Sieg den Göttern „alles in diesem Jahre erzeugte“ (womit Herdentiere und Feldfrüchte gemeint waren) opferten, aber nach einer eingetretenen Hungersnot übereinkamen, sie hätten auch die Kleinkinder in das Opfer einschließen sollen; sie warteten nun, bis diese erwachsen waren, weihten sie dem Gott Mars und schickten sie als Siedler fort, wobei sie von einem Stier geführt wurden. Auch Sisenna erwähnt ein Opfer aller in einem bestimmten Jahr erzeugten Produkte.
Auch Dionysios von Halikarnassos schreibt die Sitte den vorrömischen Bewohnern Italiens zu, wobei er darlegt, es handele sich um einen Brauch, der immer dann ausgeführt wurde, wenn ihr Land nicht mehr ausreichte, um alle Bewohner zu ernähren, entweder weil die Bevölkerung zu sehr angewachsen war oder die Ernten schlechter ausfielen, sodass die Bevölkerung reduziert werden musste. Sie weihten alle Männer, die in einem bestimmten Jahr geboren waren, einem Gott, gaben ihnen Waffen und schickten sie außer Landes. Da diese, ebenso wie die von Strabon erwähnten Sabiner aus nördlichen Gegenden einwanderten und die Aussage von Dionysios nicht dagegen spricht, darf nach MARTI davon ausgegangen werden, dass Bräuche jugendliche Gruppen aus bäuerlichen Dorfgemeinschaften zur Gründung neuer Lebensräume fortzuschicken, ihren Ursprung nördlich der Alpen gehabt haben könnten.
Bei Marcus Terentius Varro gibt es einen flüchtigen Hinweis auf denselben Brauch. Auch Sextus Pompeius Festus —oder jedenfalls der Auszug seines Werkes durch den mittelalterlichen Paulus Diaconus— gibt Notzeiten als Grund für den Ver Sacrum an, wobei die Kinder, Jungen und Mädchen, eigentlich den Göttern geopfert werden sollten, doch weil dies zu grausam erschien, ließ man sie erwachsen werden und schickte sie dann fort.
Nachgewiesen ist für die römische Geschichte nur ein einziges Opfer dieses Namens. Es handelt sich dabei um das Ver sacrum der Römer nach ihrer Niederlage am Trasimenischen See im Zweiten Punischen Krieg. Über das Gelübde im Jahr 217 v. Chr. und die Ausführung im Jahr 195 v. Chr. berichtet der römische Historiker Titus Livius. Der Grund für die Niederlage wurde in einer „Nachlässigkeit bei Zeremonien und Auspizien“ gesehen und dieser Verstoß sollte durch ein Ver sacrum gesühnt werden. Obwohl darauf hingewiesen wird, dass zwischen Gelübde und Ausführung 21 Jahre vergingen, was dem Zeitraum zwischen der Geburt und der für die Aussendung dieses Jahrgangs vorausgesetzten Volljährigkeit der Kinder entspricht, ist bei Livius ausschließlich vom Opfer von Herdentieren — Schwein, Schaf, Ziege, Rind — die Rede, nicht vom Aussenden von Menschen.
Man nimmt an, dass es dem Ver Sacrum entsprechende Bräuche nicht nur bei italischen Völkern gab, sondern auch bei Kelten und — strittig diskutiert — bei den Germanen im Kontext der Sakralkontinuität (Königsheil), beziehungsweise den sakral intendierten sogenannten Kultgruppen der kriegerischen „Männerbünde“.